# Hong Kong Film Award du meilleur film

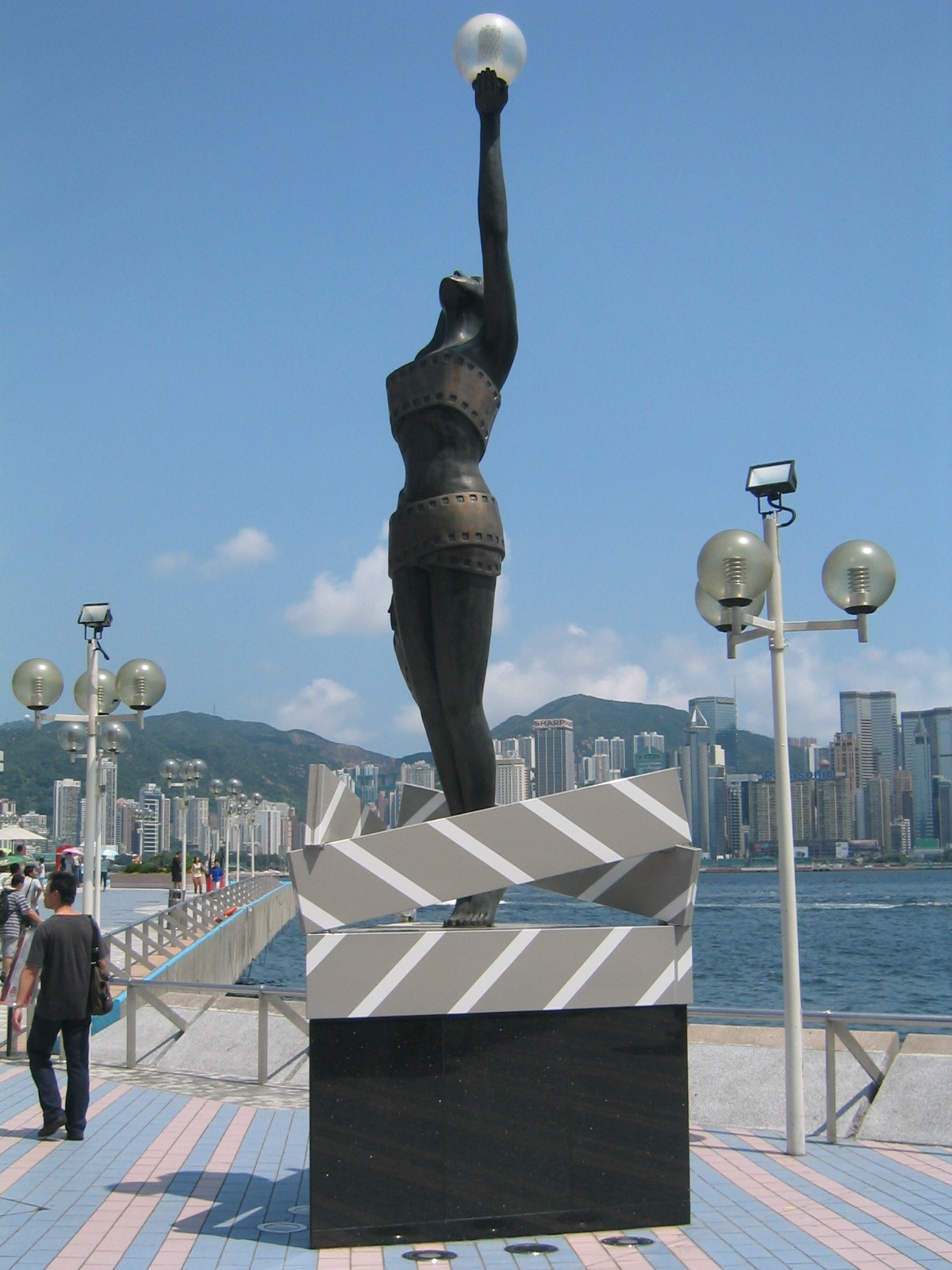
La statue des Hong Kong Film Awards

Le Hong Kong Film Award du meilleur film est une récompense cinématographique remise chaque année depuis 1982.

## Liste des Hong Kong Film Award du meilleur film

### Années 1980
- 1982 : Father and Son (Foo ji ching) d'Allen Fong
- 1983 : Passeport pour l'enfer (Touben nu ha) d'Ann Hui
- 1984 : Ah Ying d'Allen Fong
- 1985 : Si shui liu nian de Yim Ho
- 1986 : Police Story (Ging chaat goo si) de Jackie Chan
- 1987 : Le Syndicat du crime (Ying huang boon sik) de John Woo
- 1988 : An Autumn's Tale de Mabel Cheung
- 1989 : Rouge (Yim ji kau) de Stanley Kwan

### Années 1990
- 1990 : Beyond the Sunset (Fei yue huang hun) de Jacob Cheung
- 1991 : Nos années sauvages (A Fei zheng chuan) de Wong Kar-wai
- 1992 : Le Parrain de Hong Kong (Bo Hao) de Poon Man-kit
- 1993 : Long min de Jacob Cheung
- 1994 : C'est la vie, mon chéri (Xin buliao qing) de Derek Yee
- 1995 : Chungking Express de Wong Kar-wai
- 1996 : Neige d'été (Nu ren si shi) d'Ann Hui
- 1997 : Comrades, Almost a Love Story (Tianmi mi) de Peter Chan
- 1998 : Made in Hong Kong (Xiang Gang zhi zao) de Fruit Chan
- 1999 : Beast Cops de Gordon Chan et Dante Lam

### Années 2000
- 2000 : Ordinary Heroes (Qian yan wan yu) d'Ann Hui
- 2001 : Tigre et Dragon (Wo hu cang long) d'Ang Lee
- 2002 : Shaolin Soccer (Siu lam juk kau) de Stephen Chow
- 2003 : Infernal Affairs (Mou gaan dou) d'Andrew Lau et Alan Mak
- 2004 : Running on Karma (Daai chek liu) de Johnnie To et Wai Ka-fai
- 2005 : Crazy Kung-Fu (Gōngfu) de Stephen Chow
- 2006 : Election (Hak seh wui) de Johnnie To
- 2007 : After This Our Exile (Fu Zi) de Patrick Tam Kar-ming
- 2008 : Les Seigneurs de la guerre (Tou ming zhuang) de Peter Chan
- 2009 : Ip Man (Yip Man) de Wilson Yip

### Années 2010
- 2010 : Bodyguards and Assassins (Shi yue wei cheng) de Teddy Chan
- 2011 : Kung-Fu Masters (Da lui toi) de Derek Kwok et Clement Cheng
- 2012 : Une vie simple (Tao jie) d'Ann Hui
- 2013 : Cold War (Hon zin) de Sunny Luk et Longman Leung
- 2014 : The Grandmaster (Yat doi jung si) de Wong Kar-wai
- 2015 : The Golden Era  (Huang jin shi dai) de Ann Hui
- 2016 : Sap nin de Ng Ka-leung, Jevons Au, Chow Kwun-wai, Wong Fei-pang et Kwok Zune
- 2017 : Chu dai chiu fung de Frank Hui, Jevons Au et Vicky Wong
- 2018 : Our Time Will Come (Mingyue jishi you) d'Ann Hui
- 2019 : Project Gutenberg (Mo Seung) de Felix Chong

### Années 2020
- 2020 : Shaonian de ni de Derek Tsang
- 2022 : Raging Fire de Benny Chan
- 2023 : To My Nineteen Year-Old Self de Mabel Cheung
- 2024 : A Guilty Conscience de Jack Ng

## Record
- Film le plus récompensé lors d'une cérémonie : Comrades, Almost a Love Story, de Peter Chan, avec 9 récompenses (en 1997)